# Doenças determinadas socialmente
Doenças determinadas socialmente se refere a condições de saúde que são influenciadas por fatores sociais, econômicos e ambientais. Essas doenças têm sua origem e perpetuação ligadas diretamente a desigualdades sociais, pobreza, falta de acesso a serviços de saúde adequados, condições de trabalho precárias, discriminação e outros aspectos do contexto social.
O conceito de doenças determinadas socialmente enfatiza a necessidade de abordagens mais amplas para a saúde pública, que vão além do tratamento médico individual, e incluem ações que visam enfrentar as causas subjacentes das desigualdades em saúde, promover o acesso equitativo a cuidados de saúde e abordar questões sociais mais amplas que afetam a saúde das populações.
Essas condições podem aumentar a vulnerabilidade das pessoas a determinadas doenças e impactar negativamente sua saúde de maneira significativa. 

## Doenças
Exemplos de doenças determinadas socialmente incluem tuberculose, hanseníase, malária, tracoma e doença de Chagas. 
Entre 2017 e 2021 essas doenças foram responsáveis diretas pela morte de 59.000 pessoas no Brasil. A Organização Pan-Americana de Saúde e a Organização Mundial de Saúde determinaram a eliminação de tais doenças até o ano de 2030 na chamada Agenda 2030.